# 25 lipca
25 lipca jest 206. (w latach przestępnych 207.) dniem w kalendarzu gregoriańskim. Do końca roku pozostaje 159 dni.

## Święta
- Imieniny obchodzą: Alfons, Antoni, Dariusz, Franciszek, Jakub, Krzysztof, Krzysztofa, Kukufas, Nieznamir, Olimpia, Paweł, Rudolf, Rudolfa, Rudolfina, Sławosław i Walentyna.
- Hiszpania – Dzień św. Jakuba
- Kostaryka – Rocznica Aneksji Guanacaste
- Polska – Dzień Bezpiecznego Kierowcy
- Portoryko – Święto Konstytucji
- Tunezja – Święto Republiki
- Wspomnienia i święta Kościoła katolickiego[1][2]
  - bł. Antoni Lucci (biskup)
  - św. Jakub Apostoł (święto liturgiczne)
  - bł. Jan Soreth (prezbiter)
  - św. Krzysztof (męczennik, patron kierowców)
  - św. Kukufas (męczennik)
  - św. Olimpia (wdowa)

## Wydarzenia w Polsce
- 1315 – W efekcie przesłuchań inkwizycyjnych w Świdnicy zostało spalonych na stosie około 50 waldensów.
- 1410 – Wielka wojna z zakonem krzyżackim: armia polsko-litewska pod wodzą króla Władysława Jagiełły dotarła pod Malbork.
- 1434 – Władysław III Warneńczyk został koronowany w katedrze wawelskiej na króla Polski.
- 1510 – Florian Ungler założył w Krakowie pierwszą w Polsce drukarnię drukującą książki w całości w języku polskim.
- 1625 – Lew Sapieha został mianowany hetmanem wielkim litewskim.
- 1628 – Niemiecki astronom, astrolog i matematyk Johannes Kepler przybył wraz z rodziną do Żagania na zaproszenie księcia Albrechta von Wallensteina, który zapewnił mu mieszkanie, obserwatorium astronomiczne, zbudował drukarnię oraz wypłacał stypendium.
- 1640 – Jan Zebrzydowski nadał nową lokację miasteczku Zebrzydów, zmieniając jednocześnie jego nazwę na Nowy Zebrzydów (obecnie Kalwaria Zebrzydowska).
- 1655 – Potop szwedzki: w Ujściu polskie pospolite ruszenie skapitulowało przed wojskami feldmarszałka Arvida Wittenberga.
- 1714 – Protestancka szkoła średnia Collegium Groeningianum w Stargardzie została przekształcona w szkołę wyższą (Collegii Groeningiani Illustris).
- 1731 – Poświęcono kościół Narodzenia Najświętszej Maryi Panny w Bełchatowie.
- 1748 – Obrączkowe zaćmienie Słońca.
- 1796 – Franz Schimmelpfennig von der Oye został pierwszym prezydentem Warszawy pod panowaniem pruskim.
- 1851 – Otwarto linię kolejową Bydgoszcz-Krzyż Wielkopolski.
- 1903 – Powstała Sekcja Turystyczna Towarzystwa Tatrzańskiego.
- 1904:
  - Pożar strawił doszczętnie zabudowę Sokołowa Małopolskiego.
  - W Brzesku pożar strawił zabudowę rynku i przyległych uliczek.
- 1918 – Na wiecu ludności spisko-orawskiej w Zakopanem uchwalono przyłączenie Orawy i Spiszu do Polski.
- 1920 – Wojna polsko-bolszewicka: do Warszawy przybyła francusko-brytyjska Misja Międzysojusznicza; porażka wojsk polskich w bitwie pod Rosią.
- 1939 – W ośrodku wywiadowczym w Pyrach pod Warszawą polski wywiad przekazał przedstawicielom wywiadów brytyjskiego i francuskiego rezultaty prac nad złamaniem szyfru Enigmy.
- 1944:
  - II wojna światowa: nocą z 25 na 26 lipca została przeprowadzona operacja „Most III”, polegająca na dostarczeniu kurierów Rządu RP na uchodźstwie na tereny okupowanej Polski i w drodze powrotnej zabraniu elementów zdobytego nad Bugiem pocisku V-2 oraz kurierów.
  - W wyzwolonym Lublinie odbyła się defilada Wojska Polskiego
  - Rozpoczęła się bitwa pod Warszawą.
- 1945 – Zakończyła się obława augustowska zwana „Małym Katyniem”.
- 1966 – Otwarto Muzeum Budownictwa Ludowego w Sanoku.
- 1971 – Stanisław Szozda wygrał 28. Tour de Pologne.
- 1982 – Premiera filmu fabularnego Niech cię odleci mara w reżyserii Andrzeja Barańskiego.
- 1985 – Dokonano oblotu szybowca PW-2 Gapa.
- 1997:
  - Marek Kotański zainaugurował akcję Serc Pospolite Ruszenie.
  - Ukazało się ostatnie wydanie dziennika „Sztandar Młodych”.
- 2001 – W wyniku powodzi zniszczone zostało centrum Makowa Podhalańskiego.
- 2006 – Powstała Agencja Informacji TVP.
- 2007 – Na warszawskim Służewcu odbył się koncert grupy The Rolling Stones.
- 2008 – Marek Michalak został rzecznikiem praw dziecka.
- 2022 – Ukazał się ostatni numer tygodnika regionalnego „Linia Otwocka”.

## Wydarzenia na świecie
- 285 – Cesarz rzymski Dioklecjan mianował współcesarzem Maksymiana.
- 306 – W Eboracum (dzisiejszy York) obwołano cesarzem rzymskim Konstantyna I Wielkiego, syna Konstancjusza I Chlorusa. Nowy cesarz przystąpił do umacniania swojej pozycji w Brytanii i Galii.
- 315 – W Rzymie poświęcono Łuk Konstantyna Wielkiego.
- 325 – Zakończył się Sobór nicejski I.
- 864 – Król zachodniofrankijski Karol II Łysy wydał edykt z Pistres w sprawie obrony przed najazdami wikingów.
- 885 – Francuskie Rouen zostało splądrowane przez wikingów.
- 1110 – 8-letnia Matylda Angielska, przyszła żona cesarza Henryka V Salickiego, została koronowana w katedrze w Moguncji przez arcybiskupa kolońskiego Fryderyka von Schwarzenburga.
- 1139 – Hrabia portugalski Alfons I po pokonaniu Maurów w bitwie pod Ourique przyjął tytuł króla Portugalii.
- 1261 – Cesarz bizantyński Michał VIII Paleolog zdobył Konstantynopol, kładąc tym samym kres istniejącemu od 1204 Cesarstwu Łacińskiemu.
- 1373 – Wojna o sukcesję w Lüneburgu: stoczono bitwę pod Leveste.
- 1456 – Nierozstrzygnięta florencko-wenecka bitwa pod Molinellą.
- 1532 – Na sejmie Rzeszy Niemieckiej usankcjonowano jako ustawę cesarską zasady procedury karnej (Constitutio Criminalis Carolina).
- 1536 – Hiszpanie założyli miasto Cali w dzisiejszej Kolumbii.
- 1544 – VI wojna włoska: zwycięstwo floty hiszpańskiej nad francuską w bitwie w Zatoce Muros.
- 1547 – Henryk II Walezjusz został koronowany na króla Francji.
- 1554 – Królowa Anglii Maria I Tudor wyszła za mąż za hiszpańskiego następcę tronu księcia Filipa Habsburga.
- 1564 – Maksymilian II Habsburg, po śmierci swego ojca Ferdynanda II, został wybrany cesarzem rzymskim.
- 1567 – Hiszpanie założyli dzisiejszą stolicę Wenezueli – Caracas.
- 1577 – Hiszpanie założyli miasto Saltillo w Meksyku.
- 1581 – Zwycięstwo floty portugalskiej nad hiszpańską w bitwie koło Zatoki Salga w pobliżu leżącej w archipelagu Azorów wyspy Terceira.
- 1593 – Król Francji Henryk IV Burbon przeszedł na katolicyzm, wygłaszając przy tym słynne zdanie: Paryż wart jest mszy.
- 1603 – W Opactwie Westminsterskim odbyła się koronacja angielskiej pary królewskiej Jakuba I Stuarta i Anny Duńskiej.
- 1645 – Angielska wojna domowa: wojska parlamentarne zdobyły zamek Scarborough.
- 1652 – Nikon został metropolitą Moskwy i całej Rusi.
- 1662 – Wybuchło powstanie moskiewskie.
- 1712 – Zwycięstwo szwajcarskich protestantów nad katolikami w II bitwie pod Villmergen.
- 1722 – Wybuchła brytyjsko-indiańska tzw. wojna Dummera.
- 1748 – Obrączkowe zaćmienie Słońca widoczne nad Ameryką Północną, Atlantykiem, Europą i Azją Mniejszą.
- 1759 – Brytyjska wojna z Francuzami i Indianami: wojska brytyjskie zdobyły francuski Fort Niagara.
- 1766 – Skapitulował Pontiac, wódz plemienia Ottawa z rejonu Wielkich Jezior i główny przywódca rewolty plemion indiańskich przeciwko brytyjskiemu panowaniu w Ameryce Północnej.
- 1788 – W Wiedniu odbyła się premiera 40. Symfonii „Wielkiej” Wolfganga Amadeusa Mozarta.
- 1794 – W Paryżu został ścięty na gilotynie poeta André de Chénier.
- 1795 – Rozpoczęto budowę akweduktu i kanału Pontcysyllte w północno-wschodniej Walii.
- 1797 – W przegranej bitwie morskiej z Hiszpanami pod Santa Cruz de Tenerife admirał brytyjski Horatio Nelson stracił prawą rękę.
- 1799:
  - Dymitriusz został cesarzem Etiopii.
  - Wyprawa Napoleona do Egiptu: zwycięstwo wojsk francuskich nad tureckimi w bitwie pod Abukirem.
- 1801 – Mahmud Szah Durrani został szachem Afganistanu.
- 1811 – Wojna na Półwyspie Iberyjskim: zwycięstwo wojsk francuskich nad hiszpańskimi w bitwie pod Montserrat.
- 1812 – W trakcie wojny o zachowanie niepodległości Wenezueli gen. Francisco de Miranda podpisał w San Mateo zawieszanie broni z Hiszpanami.
- 1814 – Wojna brytyjsko-amerykańska: nierozstrzygnięta bitwa o Lundy’s Lane.
- 1824 – Kostaryka zaanektowała dotychczas nikaraguańską prowincję Guanacaste.
- 1828 – Ignaz Bösendorfer założył w Wiedniu fabrykę fortepianów Bösendorfer.
- 1830 – Król Francji Karol X Burbon wydał 5 dekretów przywracając cenzurę, podwyższając cenzus wyborczy, obniżając liczbę posłów oraz rozwiązując nowo wybraną Izbę Deputowanych, co opozycja uznała za próbę przywrócenia tzw. starego porządku. Wywołały one gwałtowny protest społeczeństwa i sprowokowały wybuch rewolucji lipcowej, która obaliła króla.
- 1848 – Wojna austriacko-piemoncka: Austriacy rozgromili wojska króla sardyńskiego Karola Alberta w bitwie pod Custozzą.
- 1850 – I wojna o Szlezwik: zwycięstwo wojsk duńskich nad szlezwicko-holsztyńskimi w bitwie pod Isted Hede.
- 1886 – W Wielkiej Brytanii powstał drugi rząd lorda Salisbury’ego.
- 1892 – W Berlinie założono klub piłkarski Hertha BSC.
- 1893 – W Grecji otwarto Kanał Koryncki, który oddzielił stały ląd od Peloponezu.
- 1894 – Zwycięstwo Japończyków w bitwie morskiej pod Pungdo, pierwszym starciu I wojny chińsko-japońskiej.
- 1898 – Wojna amerykańsko-hiszpańska: wojska amerykańskie wylądowały w porcie Guánica, rozpoczynając inwazję na hiszpańskie Portoryko.
- 1900 – Aleksa Jovanović został premierem Serbii.
- 1902 – Założono paragwajski klub piłkarski Club Olimpia.
- 1903 – Zwodowano niemiecki krążownik lekki SMS „Hamburg”.
- 1904 – Wojna rosyjsko-japońska: zwycięstwo wojsk japońskich w bitwie pod Dashiqiao.
- 1905 – Japonia ogłosiła Koreę swym protektoratem.
- 1909 – Francuz Louis Blériot dokonał pierwszego przelotu samolotem nad kanałem La Manche.
- 1911 – Brytyjski artysta cyrkowy Bobby Leach jako drugi w historii przepłynął udanie wodospad Niagara w beczce.
- 1914 – Rząd Serbii odpowiedział na ultimatum Austro-Węgier przyjmując niemal wszystkie zawarte w nim warunki, zaznaczają jednak, że nie miał nic wspólnego z zamachem na arcyksięcia Franciszka Ferdynanda.
- 1917:
  - Holenderska tancerka Mata Hari została skazana przez francuski trybunał wojskowy na śmierć za szpiegostwo na rzecz Niemiec.
  - W Tokio założono przedsiębiorstwo fotograficzne Nikon.
- 1919 – Kaarlo Juho Ståhlberg został wybrany przez parlament na pierwszego prezydenta Finlandii.
- 1920 – Wojska francuskie pod dowództwem gen. Mariano Goybeta wkroczyły do Damaszku w celu rozpoczęcia sprawowania francuskiego mandatu nad Syrią.
- 1921 – Belgia i Luksemburg zawarły układ o utworzeniu unii gospodarczej i monetarnej.
- 1923 – Powstała Karelska ASRR.
- 1925 – Otwarto Estadio de Tenerife.
- 1932:
  - Polska i ZSRR zawarły w Moskwie pakt o nieagresji.
  - W Paryżu rozpoczął się proces rosyjskiego emigranta Paula Gorguloffa, który 6 maja tego roku dokonał udanego zamachu na prezydenta Francji Paula Doumera.
- 1934 – Austriaccy naziści podjęli pierwszą próbę przejęcia władzy i przyłączenia Austrii do Niemiec. W czasie próby puczu został zamordowany kanclerz Engelbert Dollfuß.
- 1937 – Hiszpańska wojna domowa: strategicznym zwycięstwem wojsk nacjonalistycznych zakończyła się bitwa pod Brunete.
- 1938:
  - Franciszek Józef II został księciem Liechtensteinu.
  - Hiszpańska wojna domowa: rozpoczęła się bitwa nad Ebro.
- 1940 – Głównodowodzący armii szwajcarskiej podczas II wojny światowej gen. Henri Guisan w przemówieniu do oficerów wygłoszonym na górze Rütli zapowiedział, że Szwajcaria będzie opierać się każdej inwazji nazistów i nigdy się nie podda.
- 1943:
  - W nocy z 24 na 25 lipca rozpoczęła się seria alianckich nalotów dywanowych na Hamburg (operacja „Gomora”).
  - Został obalony i aresztowany premier Włoch Benito Mussolini. Jego następca, marszałek Pietro Badoglio, sformował rząd bez faszystowskich ministrów.
- 1944 – Front zachodni: rozpoczęła się operacja „Cobra” – udana próba przerwania niemieckiej obrony przez 1. Armię USA w celu wydostania się z terenu Normandii.
- 1946 – Amerykańska podwodna próba bomby atomowej na atolu Bikini.
- 1950 – Wojna koreańska: pyrrusowe zwycięstwo wojsk północnokoreańskich nad amerykańskimi w bitwie pod Yŏngdong (22-25 lipca).
- 1951:
  - Taufik Abu al-Huda został po raz trzeci premierem Jordanii.
  - Weszła w życie Konwencja ONZ w sprawie zwalczania handlu ludźmi i eksploatacji prostytucji.
- 1952 – Weszła w życie konstytucja Portoryko, która nadała terytorium status państwa stowarzyszonego z USA.
- 1956 – W wyniku pierwszej w historii „podręcznikowej” kolizji radarowej ze statkiem pasażerskim „Stockholm” zatonął włoski transatlantyk „Andrea Doria”.
- 1957:
  - Habib Burgiba został pierwszym prezydentem Tunezji.
  - W RFN została założona Fundacja Pruskiego Dziedzictwa Kultury.
- 1965 – Raszid Karami został po raz czwarty premierem Libanu.
- 1966 – W katastrofie belgijskiego autokaru w Werschau koło Wiesbaden w RFN zginęły 33 osoby (w tym 28 dzieci), a 10 zostało rannych.
- 1967:
  - 50 gorników zginęło, a 49 odniosło obrażenia w wyniku wybuchu paniki na schodach prowadzących do wyrobiska w kopalni złota koło Carletonville w Południowej Afryce.
  - Rozpoczęła się wizyta papieża Pawła VI w Turcji.
- 1968 – Papież Paweł VI ogłosił encyklikę Humanae vitae.
- 1969:
  - Prezydent Richard Nixon zaprezentował na wyspie Guam swoją doktrynę, w której stwierdził, że USA nie mogą ponosić wyłącznej odpowiedzialności politycznej i finansowej za obronę swych sojuszników.
  - Trzęsienie ziemi zniszczyło miasto Yangjiang w południowych Chinach, zabijając około 3 tys. osób.
- 1971 – W katastrofie samolotu Tu-104 pod Irkuckiem zginęło 97 osób.
- 1974 – W Genewie rozpoczęły się grecko-brytyjsko-tureckie negocjacje w sprawie zawarcia rozejmu na Cyprze.
- 1978 – Urodziła się Brytyjka Louise Brown, pierwsze dziecko z zapłodnienia in vitro.
- 1979 – Na poligonie atomowym na atolu Mururoa w Polinezji Francuskiej, z powodu zaklinowania ładunku jądrowego został on zdetonowany w połowie 800 metrowej studni, co wywołało podwodne osuwisko i spore tsunami.
- 1980:
  - Prezydent USA Jimmy Carter podpisał swoją doktrynę ograniczonej wojny jądrowej.
  - Ukazał się album Back in Black australijskiej grupy AC/DC, sprzedany w 50 milionach kopii i plasujący się na 2. miejscu listy najlepiej sprzedających się płyt wszech czasów.
- 1981 – W amerykańskim Santa Clara rozpoczęły się I World Games.
- 1983 – Ukazał się debiutancki album amerykańskiej grupy Metallica Kill ’Em All.
- 1992 – W Barcelonie rozpoczęły się XXV Letnie Igrzyska Olimpijskie.
- 1993:
  - Strony wojny domowej w Liberii zawarły w trakcie negocjacji w Beninie porozumienie pokojowe, w wyniku którego została utworzona w Liberii misja obserwacyjna ONZ (UNOMIL).
  - W Lidzie na Białorusi odsłonięto pomnik Franciszka Skaryny.
- 1994 – Król Jordanii Husajn I, premier Izraela Icchak Rabin i prezydent USA Bill Clinton w charakterze świadka podpisali deklarację waszyngtońską, kończącą 46-letni stan wojny między Izraelem a Jordanią.
- 1995 – 8 osób zginęło, 80 zostało rannych w zamachu bombowym w paryskim metrze.
- 1996 – Zdominowana przez Tutsich armia Burundi obaliła prezydenta Sylvestre’a Ntibantunganyę; władzę w kraju przejął mjr Pierre Buyoya.
- 2000:
  - Intifada Al-Aksa: załamały się izraelsko palestyńskie rozmowy pokojowe w amerykańskim Camp David.
  - Samolot Concorde linii Air France runął 2 minuty po starcie na hotel Hôtelissimo w Gonesse pod Paryżem, w wyniku czego zginęło 113 osób, w tym 4 na ziemi.
- 2002 – A.P.J. Abdul Kalam został prezydentem Indii.
- 2006:
  - II wojna libańska: czterech obserwatorów międzynarodowej misji UNIFIL zginęło w izraelskim ataku rakietowym w południowym Libanie.
  - Ostatnie wojska japońskie powróciły do kraju z Iraku, kończąc swoją największą misję zagraniczną od czasu zakończenia II wojny światowej.
- 2007:
  - Pratibha Patil jako pierwsza kobieta została zaprzysiężona na urząd prezydenta Indii.
  - W dwóch samobójczych zamachach bombowych w Bagdadzie zginęło 50 osób, a 135 zostało rannych.
- 2010 – Na stronach portalu WikiLeaks opublikowano tajne raporty opisujące działania armii amerykańskiej w Afganistanie.
- 2011 – Parlament Malty, jako ostatni w Europie, przyjął ustawę legalizującą rozwody.
- 2012 – Pranab Mukherjee został prezydentem Indii.
- 2015 – 19 osób zginęło, a 62 zostały ranne w samobójczym zamachu bombowym w Maroua w północnym Kamerunie.
- 2017 – Ram Nath Kovind został prezydentem Indii.
- 2018 – Wojna domowa w Syrii: 258 cywilów i członków syryjskich sił bezpieczeństwa oraz 63 napastników zginęło, a 180 osób zostało rannych w serii ataków Państwa Islamskiego na miasto As-Suwajda i okoliczne miejscowości na południu kraju.
- 2022 – Draupadi Murmu objęła urząd prezydenta Indii.

## Eksploracja kosmosu

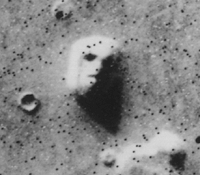
Marsjańska Twarz na zdjęciu wykonanym w 1976 roku przez sondę Viking 1

- 1973 – Wystrzelono radziecką sondę Mars 5.
- 1976 – Amerykańska sonda Viking 1 po raz pierwszy sfotografowała tzw. Marsjańską Twarz.
- 1984 – Swietłana Sawicka, jako pierwsza kobieta, odbyła spacer kosmiczny.

## Urodzili się
- 975 – Thietmar, niemiecki duchowny katolicki, biskup Merseburga, kronikarz (zm. 1018)
- 1016 – Kazimierz I Odnowiciel, książę Polski (zm. 1058)
- 1109 – Alfons I Zdobywca, król Portugalii (zm. 1185)
- 1336 – Albrecht I, książę Bawarii, hrabia Holandii (zm. 1404)
- 1404 – Filip I, książę Brabancji (zm. 1430)
- 1486 – Albrecht VII, książę Meklemburgii-Güstrow (zm. 1547)
- 1533 – Alfons Rodríguez, hiszpański jezuita, mistyk, asceta, święty (zm. 1617)
- 1544 – Jacopo Zanguidi, włoski malarz (zm. 1574)
- 1549 – Świętosław Orzelski, polski szlachcic, historyk, polityk (zm. 1598)
- 1556 – George Peele, angielski dramatopisarz (zm. 1596)
- 1573 – Christoph Scheiner, niemiecki jezuita, astronom (zm. 1650)
- 1637 – Jakub Froszek, polski kupiec, burmistrz Bydgoszczy (zm. 1686)
- 1638 – Krzysztof od św. Katarzyny, hiszpański zakonnik, błogosławiony (zm. 1690)
- 1642 – Ludwik I Grimaldi, książę Monako (zm. 1701)
- 1654 – Agostino Steffani, włoski duchowny katolicki, dyplomata, kompozytor (zm. 1728)
- 1657 – Philipp Heinrich Erlebach, niemiecki kompozytor (zm. 1714)
- 1688 – Gabriel-Jacques de Salignac, francuski markiz, dowódca wojskowy, dyplomata (zm. 1746)
- 1727 – Ludwik Antoni Burbon, infant hiszpański, arcybiskup Toledo, kardynał (zm. 1785)
- 1729 – Valentino Mastrozzi, włoski kardynał (zm. 1809)
- 1732 – Karol von Hohenzollern, duchowny katolicki, biskup warmiński (zm. 1803)
- 1734 – Akinari Ueda, japoński prozaik, poeta, filolog, lekarz (zm. 1809)
- 1740 – Ignác Cornova, czeski jezuita, historyk, poeta, pedagog, wolnomularz (zm. 1822)
- 1743 – Piotr Maurycy Glayre, polski dyplomata pochodzenia szwajcarskiego (zm. 1819)
- 1746:
  - Joachim Godske Moltke, duński polityk, premier Danii (zm. 1818)
  - Maria Franciszka Benedykta, infantka portugalska, księżna brazylijska (zm. 1829)
- 1747 – Pierre-Roger Ducos, francuski rewolucjonista, polityk (zm. 1816)
- 1750 – Henry Knox, amerykański wojskowy, polityk (zm. 1806)
- 1756 – Szczepan Humbert, polski architekt pochodzenia francuskiego (zm. 1829)
- 1762 – Daniel Ostrowski, polski duchowny katolicki, biskup warszawski (zm. 1831)
- 1772 – Gottlob Benedict Bierey, niemiecki kompozytor, kapelmistrz, kierownik teatrów (zm. 1840)
- 1775 – Anna Harrison, amerykańska pierwsza dama (zm. 1864)
- 1781 – Merry-Joseph Blondel, francuski malarz (zm. 1853)
- 1784 – Howard Vyse, brytyjski pułkownik, archeolog, inżynier (zm. 1853)
- 1789 – Michaił Zagoskin, rosyjski pisarz (zm. 1852)
- 1794 – Amalie Sieveking, niemiecka filantropka (zm. 1859)
- 1797 – Augusta Wilhelmina, księżniczka heska (zm. 1889)
- 1800:
  - Heinrich Göppert, niemiecki lekarz, botanik, paleontolog, wykładowca akademicki (zm. 1884)
  - Jakub Ignacy Waga, polski przyrodnik, botanik, pedagog (zm. 1872)
- 1808:
  - Jacob Broom, amerykański polityk (zm. 1864)
  - Jan Jakub Fernandez, hiszpański franciszkanin, misjonarz, męczennik, błogosławiony (zm. 1860)
  - Johann Benedict Listing, niemiecki matematyk, fizyk, wykładowca akademicki (zm. 1882)
- 1809 – Jonathan McCully, kanadyjski prawnik, polityk (zm. 1877)
- 1818:
  - Ignatius Paoli, włoski duchowny katolicki, biskup bukareszteński (zm. 1885)
  - Johann Jakob von Tschudi, szwajcarski przyrodnik (zm. 1889)
- 1821 – Paweł Józef Nardini, niemiecki duchowny katolicki, błogosławiony (zm. 1862)
- 1828 – August Orth, niemiecki architekt (zm. 1901)
- 1831:
  - Cheoljong, król Korei (zm. 1864)
  - Ludwik Chwat, polski chirurg pochodzenia żydowskiego (zm. 1914)
- 1837 – Georg Kopp, niemiecki duchowny katolicki, biskup fuldzki i wrocławski, kardynał (zm. 1914)
- 1841 – Jędrzej Wala (młodszy), polski przewodnik tatrzański (zm. po 1900)
- 1842:
  - Matthew Ridley, brytyjski arystokrata, polityk (zm. 1904)
  - Daniel Paul Schreber, niemiecki sędzia, psychoanalityk (zm. 1911)
- 1844 – Thomas Eakins, amerykański malarz, rzeźbiarz, fotograf, pedagog (zm. 1916)
- 1845 – Anna Danysz, polska nauczycielka (zm. 1907)
- 1847 – Paul Langerhans, niemiecki patolog, anatom (zm. 1888)
- 1848 – Arthur Balfour, brytyjski polityk, premier Wielkiej Brytanii (zm. 1930)
- 1849 – Richard Lydekker, brytyjski przyrodnik, geolog (zm. 1915)
- 1851 – Johan August Lundell, szwedzki językoznawca, slawista (zm. 1940)
- 1854 – Alute, cesarzowa chińska (zm. 1875)
- 1857 – Franciszek Maria Greco, włoski duchowny katolicki, założyciel Małych Pracowników Najświętszego Serca Pana Jezusa, błogosławiony (zm. 1931)
- 1863 – Adolphe Retté, francuski poeta, prozaik (zm. 1930)
- 1866 – José Garnelo y Alda, hiszpański malarz, ilustrator, konserwator dzieł sztuki (zm. 1944)
- 1869:
  - Ferdynand Pius, książę Obojga Sycylii i Kalabrii (zm. 1960)
  - Maurice Herrold, nowozelandzki rugbysta (zm. 1950)
  - Henryk Melcer-Szczawiński, polski kompozytor (zm. 1928)
  - Carl Miele, niemiecki konstruktor, przemysłowiec (zm. 1938)
- 1871 – Enrico Gasparri, włoski kardynał (zm. 1946)
- 1872 – Jan Jakub Kowalczyk, polski działacz narodowy na Śląsku, dziennikarz, ekonomista, urzędnik konsularny, polityk, senator RP (zm. 1941)
- 1873 – Masaharu Anesaki, japoński filozof, religioznawca (zm. 1949)
- 1875 – Jim Corbett, brytyjski myśliwy, działacz ochrony przyrody (zm. 1955)
- 1876 – Maria Komornicka, polska poetka, krytyczka literacka, tłumaczka (zm. 1949)
- 1877 – Hew Fraser, szkocki hokeista na trawie (zm. 1938)
- 1878 – George Cattanach, kanadyjski zawodnik lacrosse (zm. 1954)
- 1879 – Seweryn Eisenberger, polski pianista pochodzenia żydowskiego (zm. 1945)
- 1880:
  - Alfred Falter, polski przedsiębiorca, armator, menedżer, działacz gospodarczy pochodzenia żydowskiego (zm. 1954)
  - Anna Kopińska, polska działaczka socjalistyczna i komunistyczna (zm. 1956)
  - Józef Moscati, włoski lekarz, naukowiec, działacz społeczny, święty (zm. 1927)
- 1883:
  - Alfredo Casella, włoski kompozytor (zm. 1947)
  - Carl Pedersen, duński gimnastyk (zm. 1971)
  - Józef Sztwiertnia, polski działacz spółdzielczy i związkowy, polityk (zm. 1928)
- 1884:
  - Rafael Arévalo Martínez, gwatemalski pisarz, dyplomata (zm. 1975)
  - Ludowika Jakobsson, niemiecka i fińska łyżwiarka figurowa (zm. 1968)
  - Małgorzata Maria López de Maturana, hiszpańska zakonnica, błogosławiona (zm. 1934)
- 1886:
  - Hans von Blixen-Finecke, szwedzki jeździec sportowy (zm. 1917)
  - Richard Roksabro Kudo, japońsko-amerykański protistolog (zm. 1967)
  - Aimé Quernol, waloński pisarz (zm. 1950)
  - Gustav Thiefenthaler, amerykański zapaśnik pochodzenia szwajcarskiego (zm. 1942)
- 1887:
  - Bolesław Horski, polski aktor (zm. 1951)
  - Carl-Friedrich von Langen, niemiecki jeździec sportowy (zm. 1934)
  - Gonzalo Rodríguez Lafora, hiszpański neuropatolog (zm. 1971)
- 1889:
  - Józef Wiatr, polski generał brygady (zm. 1977)
  - Józef Wołodkowicz, polski dyplomata (zm. 1947)
- 1890:
  - Dorothy Bernard, amerykańska aktorka (zm. 1955)
  - Torleiv Corneliussen, norweski żeglarz sportowy (zm. 1975)
- 1891 – Witold Stefański, polski zoolog, parazytolog, wykładowca akademicki (zm. 1973)
- 1892:
  - Otto Aust, szwedzki żeglarz sportowy (zm. 1943)
  - Magnus Herseth, norweski wioślarz (zm. 1976)
  - Boris Oliwkow, radziecki chirurg weterynaryjny (zm. 1954)
- 1893:
  - Carlo Confalonieri, włoski duchowny katolicki, arcybiskup L’Aquili, kardynał (zm. 1986)
  - Boris Ioganson, rosyjski malarz pochodzenia szwedzkiego (zm. 1973)
  - Kurt Martti Wallenius, fiński generał, polityk (zm. 1984)
- 1894:
  - Walter Brennan, amerykański aktor (zm. 1974)
  - Gavrilo Princip, serbski nacjonalista, zamachowiec (zm. 1918)
- 1895 – Bolesław Grajeta, polski modelarz lotniczy, organizator sportu lotniczego, uczestnik podziemia antyhitlerowskiego (zm. 1970)
- 1896:
  - Walter Jost, niemiecki generał porucznik (zm. 1945)
  - Jack Perrin, amerykański aktor (zm. 1967)
  - Josephine Tey, szkocka pisarka (zm. 1952)
- 1897:
  - Gösta Bengtsson, szwedzki żeglarz sportowy (zm. 1984)
  - André Muffang, francuski szachista (zm. 1989)
  - Hanna Rudzka-Cybis, polska malarka (zm. 1988)
- 1898:
  - Vilhelms Munters, łotewski polityk, dyplomata (zm. 1967)
  - Al Pearce, amerykański aktor, komik, piosenkarz, kompozytor (zm. 1961)
  - Jakub Zaleski, polski porucznik, inżynier chemik (zm. 1940)
- 1899 – Jakub Lewandowski, polski oficer AL i UB (zm. 1972)
- 1901:
  - Lila Lee, amerykańska aktorka (zm. 1973)
  - Wiktor Sukiennicki, polski prawnik, historyk, publicysta (zm. 1983)
- 1902 – Eric Hoffer, amerykański filozof, politolog, pisarz pochodzenia niemieckiego (zm. 1983)
- 1903:
  - Jakub Edelstein, czechosłowacki działacz socjaldemokratyczny i syjonistyczny (zm. 1944)
  - Ryōhei Koiso, japoński malarz (zm. 1988)
- 1904:
  - Tore Edman, szwedzki skoczek narciarski, kombinator norweski, biegacz narciarski (zm. 1995)
  - Ernest Hilgard, amerykański psycholog (zm. 2001)
  - Martin Pötzinger, niemiecki Świadek Jehowy, członek Ciała Kierowniczego (zm. 1988)
- 1905:
  - Elias Canetti, austriacki prozaik, eseista, poeta, dramaturg, laureat Nagrody Nobla pochodzenia żydowskiego (zm. 1994)
  - Ido Cattaneo, włoski narciarz alpejski (zm. 2000)
  - Nhất Linh, wietnamski pisarz, polityk (zm. 1963)
  - Masazō Nonaka, japoński superstulatek, najstarszy mężczyzna na świecie (zm. 2019)
- 1907 – Johnny Hodges, amerykański saksofonista jazzowy (zm. 1970)
- 1908:
  - Robert-Ambroise-Marie Carré, francuski dominikanin, kaznodzieja, pisarz (zm. 2004)
  - Bronisław Czech, polski narciarz, taternik, ratownik górski, instruktor narciarski, pilot i instruktor szybowcowy (zm. 1944)
  - (lub 1907) Jack Gilford, amerykański aktor pochodzenia żydowskiego (zm. 1990)
  - Stanisław Kasznica, polski działacz konspiracyjny, wsółzałożyciel Związku Jaszczurczego, ostatni komendant NSZ (zm. 1948)
  - Bolesław Kostkiewicz, polski podpułkownik (zm. 2011)
  - Harold Peary, amerykański aktor, komik, piosenkarz (zm. 1985)
  - Alfons Pellowski, polski muzyk, naukowiec, publicysta, pedagog (zm. 1977)
- 1909:
  - Elizabeth Francis, amerykańska superstulatka (zm. 2024)
  - Leon Kazimierski, polski bokser, podporucznik (zm. 1940)
  - Gustaw Niemiec, polski inżynier budowy okrętów, działacz harcerski (zm. 1941)
- 1910:
  - Jimmy Jackson, amerykański kierowca wyścigowy (zm. 1984)
  - Kim Yong-sik, południowokoreański piłkarz, trener (zm. 1985)
  - Jan Karol Wende, polski pisarz, publicysta, krytyk literacki, polityk, wicemarszałek Sejmu PRL, dyplomata (zm. 1986)
- 1911:
  - Anna Breuer-Mosler, polska lekkoatletka, sprinterka i skoczkini w dal (zm. ?)
  - Len Duncan, amerykański kierowca wyścigowy (zm. 1998)
  - Wiktor Szyłowski, ukraiński piłkarz, trener (zm. 1973)
- 1912:
  - Anda Eker, polska poetka pochodzenia żydowskiego (zm. 1936)
  - John Gordon, irlandzki duchowny katolicki, arcybiskup, nuncjusz apostolski (zm. 1981)
  - Rahmonqul Qurbonov, radziecki i uzbecki polityk (zm. 2012)
- 1913:
  - John Cairncross, brytyjski agent wywiadu, szpieg radziecki (zm. 1995)
  - Benito Carvajales, kubański piłkarz, bramkarz (zm. ?)
  - Franciszek Dźwigoński, polski duchowny katolicki, prałat (zm. 1993)
- 1914 – Woody Strode, amerykański aktor (zm. 1994)
- 1915:
  - Joseph P. Kennedy Jr., amerykański porucznik pilot (zm. 1944)
  - Ignacy Zatorski, polski starszy legionista, obrońca Westerplatte (zm. 1939)
- 1916 – Henryk Szwajcer, polski aktor (zm. 2006)
- 1917:
  - Fritz Honegger, szwajcarski polityk, prezydent Szwajcarii (zm. 1999)
  - Stanisław Klepański, polski ułan, kapelmistrz, działacz kombatancki (zm. 2018)
- 1918:
  - Nan Grey, amerykańska aktorka (zm. 1993)
  - Angelo Musi, amerykański koszykarz (zm. 2009)
- 1920:
  - Rosalind Franklin, brytyjska chemik, biofizyk, krystalograf pochodzenia żydowskiego (zm. 1958)
  - Chūshirō Hayashi, japoński astrofizyk (zm. 2010)
  - Zygmunt Mikulski, polski poeta, eseista, redaktor (zm. 1998)
  - Petrus Kanisius Ojong, indonezyjski dziennikarz, przedsiębiorca (zm. 1980)
- 1921:
  - Jakub Bargiełowski, polski pilot wojskowy, as myśliwski (zm. 2010)
  - Leonid Iwanow, rosyjski piłkarz, bramkarz, trener (zm. 1990)
  - Lionel Terray, francuski wspinacz, przewodnik górski, instruktor narciarstwa (zm. 1965)
  - Paul Watzlawick, austriacko-amerykański psycholog rodzin, teoretyk komunikacji, filozof (zm. 2007)
- 1922:
  - Jan Bojarski, polski ekonomista, działacz harcerski, polityk, poseł na Sejm PRL (zm. 2002)
  - John B. Goodenough, amerykański fizyk, chemik, wykładowca akademicki, laureat Nagrody Nobla w dziedzinie chemii (zm. 2023)
  - Stanisław Owoc, polski aktor (zm. 1980)
  - Fred Yates, brytyjski malarz (zm. 2008)
- 1923:
  - Estelle Getty, amerykańska aktorka (zm. 2008)
  - Maria Gripe, szwedzka pisarka (zm. 2007)
  - Przemysław Rybka, polski astronom (zm. 1995)
  - Kosta Tomašević, jugosłowiański piłkarz (zm. 1976)
- 1924:
  - Józef Kłosiński, polski żołnierz AK, uczestnik powstania warszawskiego (zm. 1944)
  - Dawid Sierakowiak, polski Żyd, autor pamiętnika z łódzkiego getta (zm. 1943)
  - Henryk Szarmach, polski dermatolog, wenerolog, wykładowca akademicki, polityk, poseł na Sejm PRL i Sejm kontraktowy (zm. 2020)
- 1925:
  - Chiu Chuang-huan, tajwański polityk, minister spraw wewnętrznych, wicepremier (zm. 2020)
  - Jerzy Kolecki, polski malarz, działacz kulturalny (zm. 2018)
- 1926:
  - Włodzimierz Kunz, polski malarz, grafik (zm. 2002)
  - August Lütke-Westhues, niemiecki jeździec sportowy (zm. 2000)
  - Sigmund Nissenbaum, żydowski przedsiębiorca, filantrop (zm. 2001)
  - Monique Denyse Pelletier, francuska prawnik, polityk, minister delegowany ds. rodziny i sytuacji kobiet
  - Beatriz Segall, brazylijska aktorka (zm. 2018)
  - Tadeusz Witold Szulc, polsko-amerykański dziennikarz (zm. 2001)
- 1927:
  - Daniel Ceccaldi, francuski aktor (zm. 2003)
  - Karol Fiedor, polski historyk (zm. 2010)
  - Abdelaziz Ben Tifour, algiersko-francuski piłkarz, trener (zm. 1970)
- 1928:
  - Anna Anasiewicz, polska entomolog, profesor (zm. 2023)
  - Koos Andriessen, holenderski ekonomista, polityk, minister gospodarki (zm. 2019)
  - Apolonia Litwińska, polska szachistka (zm. 2021)
- 1929:
  - Halina Chrostowska, polska graficzka, rysowniczka, pedagog, działaczka artystyczna (zm. 1990)
  - Ron Lord, australijski piłkarz (zm. 2024)
  - Stanisław Ochmański, polski reżyser teatrów lalkowych (zm. 2023)
  - Manuel Olivencia, hiszpański ekonomista, prawnik (zm. 2018)
  - Wasilij Szukszyn, rosyjski pisarz, reżyser filmowy, aktor (zm. 1974)
- 1930:
  - Konrad Bajan, polski ekonomista (zm. 2016)
  - Bogdan Burczyk, polski chemik technolog (zm. 2022)
  - Jurij Michajłow, rosyjski łyżwiarz szybki (zm. 2008)
  - Alice Parizeau, kanadyjska pisarka, dziennikarka (zm. 1990)
- 1931:
  - Peter Armbruster, niemiecki fizyk jądrowy (zm. 2024)
  - Halina Bucka, polska botanik, wykładowczyni akademicka (zm. 2017)
  - Kees van Dijk, holenderski ekonomista, polityk (zm. 2008)
  - Wacław Mauberg, polski samorządowiec (zm. 2023)
  - Kazimierz Obuchowski, polski psycholog, wykładowca akademicki (zm. 2014)
  - Dainius Trinkūnas, litewski pianista, pedagog, działacz kulturalny, polityk, minister kultury (zm. 1996)
- 1932:
  - Luigi Berlinguer, włoski prawnik, polityk, minister edukacji, eurodeputowany (zm. 2023)
  - Charles Handy, irlandzki teoretyk zarządzania (zm. 2024)
  - Tadeusz Pacuła, polski koszykarz, trener (zm. 1984)
  - Paul Weitz, amerykański komandor, astronauta (zm. 2017)
- 1933:
  - Georgi Atanasow, bułgarski polityk komunistyczny, premier Bułgarii (zm. 2022)
  - Tadeusz Trębacz, polski regionalista, działacz kulturalny, publicysta (zm. 2024)
- 1934:
  - Adam Boniecki, polski duchowny katolicki, filozof, dziennikarz, publicysta
  - Witold Dudziak, polski lekkoatleta, płotkarz (zm. 2010)
  - Claude Zidi, francuski reżyser filmowy
- 1935:
  - Zygmunt Bocheński, polski ornitolog, paleontolog (zm. 2009)
  - Adnan Chaszukdżi, saudyjski przedsiębiorca, handlarz bronią (zm. 2017)
  - Barbara Harris, amerykańska aktorka (zm. 2018)
  - John Robinson(inne języki), amerykański piłkarz, trener (zm. 2024)
  - Jerzy Sikorski, polski historyk, muzealnik
- 1936:
  - Gerry Ashmore, brytyjski kierowca wyścigowy (zm. 2021)
  - Stanisław Fołtyn, polski piłkarz, bramkarz (zm. 2003)
  - Carlos Mota Pinto, portugalski prawnik, polityk (zm. 1985)
  - Glenn Murcutt, australijski architekt
  - Michał Rozwadowski, polski chemik, profesor nauk chemicznych (zm. 2025)
  - August Schellenberg, kanadyjski aktor (zm. 2013)
  - Tatjana Sidorowa, rosyjska łyżwiarka szybka
  - David Sime, amerykański lekkoatleta, sprinter (zm. 2016)
- 1937:
  - Todd Armstrong, amerykański aktor (zm. 1992)
  - Keith Faulkner, brytyjski aktor
  - Krystyna Loska, polska spikerka i prezenterka telewizyjna, konferansjerka
  - Colin Renfrew, brytyjski archeolog (zm. 2024)
- 1938:
  - Jim Harrick, amerykański trener koszykówki
  - Günter Lenz, niemiecki muzyk jazzowy
  - Edward Strząbała, polski piłkarz ręczny, trener (zm. 2012)
  - Léon Syrovatski, francuski lekkoatleta, oszczepnik
- 1939 – Robert Joseph Kurtz, amerykański duchowny katolicki, biskup Hamilton na Bermudach
- 1940:
  - Jaroslav Folda, amerykański historyk sztuki pochodzenia czeskiego
  - Emil Morgiewicz, polski działacz społeczny, działacz opozycji antykomunistycznej (zm. 2017)
  - John Pennel, amerykański lekkoatleta, tyczkarz (zm. 1993)
- 1941:
  - Mircea Druc, mołdawski ekonomista, filolog, polityk, premier Mołdawii
  - Alberto Michelini, włoski dziennikarz, publicysta, polityk, eurodeputowany
  - Raúl Ruiz, chilijski reżyser, scenarzysta i producent filmowy (zm. 2011)
  - Nate Thurmond, amerykański koszykarz (zm. 2016)
  - Emmett Till, afroamerykański chłopiec, ofiara linczu (zm. 1955)
- 1942:
  - Krister Kristensson, szwedzki piłkarz (zm. 2023)
  - Ruža Pospiš Baldani, chorwacka śpiewaczka operowa (mezzosopran)
  - Jean-Pierre Tafunga, kongijski duchowny katolicki, arcybiskup Lubumbashi (zm. 2021)
- 1943:
  - Cheryl Crane, amerykańska aktorka
  - Hans-Peter Kaul, niemiecki prawnik (zm. 2014)
  - Jolanta Kubicka, polska piosenkarka
  - Jim McCarty, brytyjski muzyk, członek zespołu The Yardbirds
  - Erika Steinbach, niemiecka polityk
  - Ryszard Wolański, polski dziennikarz muzyczny (zm. 2020)
- 1944:
  - Jerzy Buczma, polski kontradmirał (zm. 2004)
  - Didier Couécou, francuski piłkarz
  - Michel Mathieu, francuski polityk (zm. 2010)
- 1945:
  - Joseph Delaney, brytyjski pedagog, pisarz (zm. 2022)
  - Slobodan Martinović, serbski szachista (zm. 2015)
  - Ventura Pons, hiszpański reżyser filmowy i teatralny (zm. 2024)
  - Jerry York, amerykański trener hokeja
- 1946:
  - Ion Alexe, rumuński bokser
  - Mario Armano, włoski bobsleista
  - John Gibson, amerykański komentator telewizyjny
  - Jakub Zdzisław Lichański, polski historyk kultury i literatury, krytyk literacki
  - Rita Marley, jamajska piosenkarka
  - Jan Werner, polski lekkoatleta, sprinter (zm. 2014)
- 1947:
  - Eugenia Basara-Lipiec, polska poetka, krytyk literacki (zm. 1998)
  - Jean-Paul Coche, francuski judoka
  - Maria Krok, polska biegaczka narciarska
  - Jacek Labuda, polski śpiewak operetkowy (zm. 1993)
  - Alaksandr Milinkiewicz, białoruski matematyk, fizyk, polityk
  - Maciej Polkowski, polski dziennikarz sportowy
  - Adolfo Rodríguez Saá, argentyński adwokat, polityk, prezydent Argentyny
  - Bogusław Sobczuk, polski dziennikarz, aktor
  - Tonia, belgijska piosenkarka
- 1948:
  - Dražen Budiša, chorwacki polityk
  - Richard Farley, amerykański masowy morderca
  - Ryszard Skutnik, polski piłkarz ręczny, trener
  - Brian Stableford, brytyjski pisarz (zm. 2024)
  - Stanisław Węglarz, polski związkowiec, polityk, poseł na Sejm RP (zm. 2005)
  - Janusz Żmurkiewicz, polski samorządowiec, prezydent Świnoujścia
- 1949:
  - Mihail-Viorel Ghindǎ, rumuński szachista
  - Dave Jerden, amerykański inżynier dźwięku, producent muzyczny (zm. 2025)
  - Grzegorz Nawrocki, polski dziennikarz, reporter, fotograf, wydawca, dramaturg (zm. 1998)
  - Daniel Sanches, portugalski prawnik, polityk
- 1950:
  - Wojciech Czechowski, polski biolog
  - Julio Kaplan, portorykański szachista pochodzenia argentyńskiego
  - Manfred Kuschmann, niemiecki lekkoatleta, długodystansowiec (zm. 2002)
  - Krzysztof Pietkiewicz, polski historyk, lituanista, znawca Wschodu
  - Krzysztof Sobieski, polski piłkarz, bramkarz
- 1951:
  - Longin Chlebowski, polski pracownik komunikacji miejskiej, działacz opozycji w czasach PRL
  - Mahamadou Danda, nigerski polityk, premier Nigru
  - György Frunda, rumuński prawnik, polityk pochodzenia węgierskiego
  - Myron Jankiw, ukraiński ekonomista, polityk, dyplomata
  - Krzysztof Sielicki, polski dziennikarz, krytyk teatralny
  - Bob Wilkinson, angielski rugbysta (zm. 2021)
- 1952:
  - Efi Ejtam, izraelski polityk
  - Wiesław Kilian, polski polityk, poseł na Sejm i senator RP (zm. 2019)
  - Lech Olejnik, polski fagocista, pedagog (zm. 2018)
  - Eduardo Souto de Moura, portugalski architekt
- 1953:
  - Krzysztof Bednarski, polsko-włoski rzeźbiarz, grafik
  - Barbara Haworth-Attard, kanadyjska autorka książek dla dzieci i młodzieży
  - Ariël Jacobs, belgijski piłkarz, trener
  - Pekka Rautakallio, fiński piłkarz, trener
  - Robert Zoellick, amerykański polityk, prezes Banku Światowego
- 1954:
  - Anna Bubała, polska wszechstronna lekkoatletka
  - Anton Fischer, niemiecki bobsleista
  - Zdeněk Hruška, czeski piłkarz
  - Vlad Nistor, rumuński historyk, wykładowca akademicki, polityk
  - Walter Payton, amerykański futbolista (zm. 1999)
  - Zbigniew Rojek, polski muzyk, kompozytor, wokalista, artysta kabaretowy (zm. 2011)
  - Roman Stefański, polski inżynier, dziennikarz
  - Jürgen Trittin, niemiecki polityk
- 1955:
  - Kike Elomaa, fińska kulturystka, piosenkarka
  - Bantu Holomisa, południowoafrykański generał, polityk
  - Iman, amerykańska aktorka, modelka pochodzenia somalijskiego
  - Tom McCamus, kanadyjski aktor
  - Zbigniew Szuba, polski pięcioboista nowoczesny
  - Marjan Turnšek, słoweński duchowny katolicki, biskup murskosobocki, arcybiskup metropolita mariborski
- 1956:
  - Jorgos Aftias, grecki dziennikarz i prezenter telewizyjny, polityk
  - Margarida Blasco, portugalska prawnik, sędzia, polityk
  - Anna Chitro, polska aktorka
  - Anna Jedynak, polska filozof, wykładowczyni akademicka
  - Cristóbal Ortega, meksykański piłkarz (zm. 2025)
  - Krzysztof Truszczyński, polski piłkarz (zm. 2020)
  - Thomas Ulmer, niemiecki polityk
- 1957:
  - Pavol Abrhan, słowacki polityk
  - Bogdan Musiol, niemiecki bobsleista pochodzenia polskiego
  - Steve Podborski, kanadyjski narciarz alpejski pochodzenia polskiego
  - Aleksander Posacki, polski jezuita, teolog, filozof
  - Santiago Sánchez Sebastián, hiszpański duchowny katolicki, biskup, prałat terytorialny Lábrea
- 1958:
  - Karlheinz Förster, niemiecki piłkarz
  - Thurston Moore, amerykański gitarzysta, wokalista, członek zespołu Sonic Youth
  - Nicolas Souchu, francuski duchowny katolicki, biskup Aire i Dax
  - Sigrid Ulbricht, niemiecka lekkoatletka, skoczkini w dal
  - Varujan Vosganian, rumuński ekonomista, poeta, prozaik pochodzenia ormiańskiego
  - Mariusz Wollny, polski pisarz
- 1959:
  - Fiodor Czerienkow, rosyjski piłkarz, trener (zm. 2014)
  - Jan Kondrak, polski wokalista, kompozytor, autor tekstów
  - Anatol Kulaszou, białoruski oficer milicji, polityk, minister spraw wewnętrznych
  - Anatolij Onoprijenko, ukraiński seryjny morderca (zm. 2013)
- 1960:
  - Jacek Gutowski, polski sztangista (zm. 1996)
  - Alain Robidoux, kanadyjski snookerzysta
  - Gianfranco Rotondi, włoski polityk
  - Gitte Seeberg, duńska prawnik, polityk
- 1961:
  - Roberto Dotti, włoski kolarz torowy
  - Bobbie Eakes, amerykańska aktorka, piosenkarka
  - Jacek Kucaba, polski rzeźbiarz
  - Katherine Kelly Lang, amerykańska aktorka, fotomodelka
- 1962:
  - Pilar González Modino, hiszpańska polityk
  - Grzegorz Krawców, polski kajakarz
  - Anthony Tyler Quinn, amerykański aktor
  - Izabela Zając, polska wokalistka jazzowa
- 1963:
  - Anna Fraser, kanadyjska narciarka dowolna
  - Oliver Froning, niemiecki muzyk, członek zespołu Dune
  - Krzysztof Koehler, polski poeta, eseista, krytyk literacki
  - Krystju Wapcarow, bułgarski aktor, reżyser, pisarz, prezenter telewizyjny
- 1964:
  - Szarif Szajh Ahmed, somalijski bojownik, polityk
  - Anne Applebaum, amerykańska pisarka, dziennikarka, publicystka pochodzenia żydowskiego
  - Piotr Bering, polski historyk, filolog klasyczny, wykładowca akademicki
  - Władimir Grieczniow, rosyjski piłkarz, trener
  - Krzysztof Strzelec, polski piłkarz
  - Reiko Takashima, japońska aktorka
  - Tatsuya Ueta, japoński siatkarz, trener
- 1965:
  - Thinka Bergh, szwedzka zapaśniczka
  - Jelena Biełowa, rosyjska biathlonistka
  - Illeana Douglas, amerykańska aktorka
  - Krzysztof Kaczmarski, polski historyk, wykładowca akademicki
  - Ahmed Ramzy, egipski piłkarz
- 1966:
  - Raimonds Bergmanis, łotewski sztangista, strongman
  - Darren Jackson, szkocki piłkarz
  - Ashraf Kasem, egipski piłkarz
  - Ricardo López, meksykański bokser
  - Joanna Nowicka, polska łuczniczka
- 1967:
  - Thierry Dusserre, francuski biathlonista
  - Emanuel Fernandes, angolski siatkarz plażowy
  - Magdalena Forsberg, szwedzka biathlonistka, biegaczka narciarska
  - Günther, szwedzki piosenkarz, model
  - Matt LeBlanc, amerykański aktor, komik
  - Wendy Raquel Robinson, amerykańska aktorka
- 1968:
  - Tomasz Leśniowski, polski poeta
  - Snowy Shaw, szwedzki muzyk, wokalista
  - Shi Tao, chiński dziennikarz, więzień polityczny
- 1969:
  - Artur Partyka, polski lekkoatleta, skoczek wzwyż
  - Annarita Sidoti, włoska lekkoatletka, chodziarka (zm. 2015)
  - Carsten Wolters, niemiecki piłkarz
- 1970:
  - Ernesto Alterio, hiszpański aktor
  - Aleksander Czernysz, ukraiński piłkarz ręczny
  - Pascal Deramé, francuski kolarz szosowy
  - Krzysztof Kurek, polski historyk teatru
  - Jacek Płuciennik, polski piłkarz (zm. 1998)
  - Nicholas Windsor, brytyjski arystokrata
- 1971:
  - Heather Corrie, amerykańska kajakarka górska
  - Roger Creager, amerykański wokalista i muzyk country
  - Kim Il-ong, północnokoreański zapaśnik
  - Krzysztof Klimiec, polski operator filmowy i telewizyjny
  - Aleš Križan, słoweński piłkarz
  - Tohpati, indonezyjski gitarzysta, autor tekstów
- 1972:
  - Dinalo Adigo, beniński piłkarz
  - Marcelo Escudero, argentyński piłkarz
  - Rawil Gusmanow, rosyjski hokeista
  - Jonathan Haggler, amerykański bokser
  - Wiaczasłau Hieraszczanka, białoruski piłkarz, trener
  - Edison Hurtado, kolumbijski zapaśnik
  - Tomasz Jankowski, polski koszykarz
  - Amir Mansour, amerykański bokser
  - Masayuki Okano, japoński piłkarz
  - Héctor Vinent, kubański bokser
  - Dariusz Krzysztof Zawiślak, polski grafik, scenograf, scenarzysta, reżyser, producent filmowy i telewizyjny
- 1973:
  - Carlos Bravo, wenezuelski szablista
  - Carolijn Brouwer, belgijska żeglarka sportowa
  - Yōichi Doi, japoński piłkarz, bramkarz
  - José Marcelo Ferreira, brazylijski piłkarz
  - Dani Filth, brytyjski wokalista, autor tekstów
  - Hu Jia, chiński działacz społeczny, dysydent
  - Samuel Johnson, ghański piłkarz
  - Kevin Phillips, angielski piłkarz
  - Kenny Roberts Jr., amerykański motocyklista wyścigowy
  - Igli Tare, albański piłkarz
  - Jaromír Typlt, czeski pisarz, dramaturg, eseista, krytyk literacki, edytor
  - Tony Vincent, amerykański piosenkarz, aktor
  - Michael C. Williams, amerykański aktor
- 1974:
  - Alastair Bruce, brytyjski arystokrata
  - Lauren Faust, amerykańska autorka filmów animowanych
  - Todd Fuller, amerykański koszykarz
  - Daniel Hunt, brytyjski muzyk[3]
  - Julia Laffranque, estońska prawnik, sędzia, wykładowczyni akademicka
  - Sewdalin Minczew, bułgarski sztangista
  - Rafał Patyra, polski dziennikarz sportowy, prezenter telewizyjny
  - Piotr Sawicki, polski karateka
  - Grzegorz Skwierczyński, polski dziennikarz, menedżer, przedsiębiorca, samorządowiec, polityk, poseł na Sejm RP
  - Kenzō Suzuki, japoński wrestler
  - Andrij Werewski, ukraiński przedsiębiorca, polityk
  - Gary White, angielski piłkarz, trener
- 1975:
  - Ara Abrahamian, szwedzki zapaśnik pochodzenia ormiańskiego
  - Isabelle Blanc, francuska snowboardzistka
  - Jean-Claude Darcheville, francuski piłkarz
  - Wadym Deonas, ukraiński piłkarz, bramkarz
  - Krzysztof Jażdżyk, polski przedsiębiorca, samorządowiec, prezydent Skierniewic
  - Mortiis, norweski gitarzysta basowy
  - Jewgienij Nabokow, rosyjski hokeista
  - Toshiaki Nishioka, japoński bokser
  - Carsten Nulle, niemiecki piłkarz
- 1976:
  - Nikita Denise, czeska aktorka pornograficzna
  - Venio Losert, chorwacki piłkarz ręczny
  - Timur Mucurajew, czeczeński bard
  - Tera Patrick, amerykańska aktorka pornograficzna
  - Stéphane Rideau, francuski aktor
  - Jowica Tasewski-Eternijan, macedoński poeta
  - Glen Walshaw, zimbabwejski pływak
- 1977:
  - Carolina Albuquerque, brazylijska siatkarka
  - Federico Elduayén, urugwajski piłkarz, bramkarz
  - Ibrahim Tanko, ghański piłkarz
  - Zdeněk Vítek, czeski biathlonista
- 1978:
  - Louise Brown, brytyjska urzędniczka pocztowa, pierwsze dziecko urodzone z zapłodnienia in vitro
  - Thomas Sowunmi, węgierski piłkarz pochodzenia nigeryjskiego
- 1979:
  - Allister Carter, angielski snookerzysta
  - Krzysztof Czeczot, polski aktor, dramaturg, reżyser
  - Juan Pablo Di Pace, argentyński aktor, tancerz
  - Masaki Inoue, japoński kolarz torowy
  - Jonas Kangur, szwedzki muzyk, członek zespołu Deathstars
  - Krzysztof Kocik, polski siatkarz
  - Claudio Lafarga, meksykański aktor
  - Hrvoje Vuković, chorwacki piłkarz
  - Justin Young, amerykański lekkoatleta, maratończyk
- 1980:
  - Cha Du-ri, południowokoreański piłkarz
  - Igor Chakimzianow, ukraiński separatysta z Donbasu
  - George Couyas, australijski aktor
  - Diam’s, francuska raperka
  - Rebeka Dremelj, słoweńska piosenkarka, modelka, prezenterka telewizyjna
  - Anna Kózka, polska aktorka
  - Ołeh Krasnopiorow, ukraiński piłkarz
  - Lena Piękniewska, polska wokalistka jazzowa
  - Antonella Serra Zanetti, włoska tenisistka
  - Nick Sinckler, amerykański piosenkarz
  - Dmitrij Swietuszkin, mołdawski szachista (zm. 2020)
  - Krzysztof Ulatowski, polski piłkarz
  - Uncle Murda, amerykański raper
  - Toni Vilander, fiński kierowca wyścigowy
- 1981:
  - Conor Casey, amerykański piłkarz
  - Konstandinos Charalambidis, cypryjski piłkarz
  - Sara Goffi, włoska pływaczka
  - Peter Hricko, słowacki piłkarz
  - Yūichi Komano, japoński piłkarz
  - Piotr Myszka, polski żeglarz, windsurfer
  - Jani Rita, fiński hokeista
- 1982:
  - Marko Brkić, serbski koszykarz
  - Fernando Dinis, portugalski piłkarz
  - Krzysztof Mazur, polski politolog, filozof, polityk
  - Brad Renfro, amerykański aktor (zm. 2008)
  - Saleh Youssef, egipski siatkarz
- 1983:
  - Stéphane Bohli, szwajcarski tenisista
  - Murat Chraczow, rosyjski bokser
  - Kauri Kõiv, estoński biathlonista
  - Nenad Krstić, serbski koszykarz
  - Tony Weeden, amerykański koszykarz
  - Olga Żytowa, rosyjska siatkarka
- 1984:
  - Javier Culson, portorykański lekkoatleta, płotkarz
  - Jean-Eudes Demaret, francuski kolarz górski, przełajowy i szosowy
  - Dore Della Lunga, włoski siatkarz
  - Lukas Mawrokiefalidis, grecki koszykarz
  - Kenji Narisako, japoński lekkoatleta, płotkarz
- 1985:
  - James Lafferty, amerykański aktor
  - Anna Leśniewska, polska sztangistka
  - Kevin McCall, amerykański piosenkarz
  - Nelson Piquet Jr., brazylijski kierowca wyścigowy
  - Hugo Rodallega, kolumbijski piłkarz
  - Kyryło Sydorenko, ukraiński piłkarz
  - Shantel VanSanten, amerykańska aktorka, modelka
- 1986:
  - Robert Dietrich, niemiecki hokeista (zm. 2011)
  - Rudá Franco, brazylijski piłkarz wodny
  - Andrew Hunter, brytyjski pływak
  - Hulk, brazylijski piłkarz
  - Jarmo Korhonen, fiński siatkarz
  - Colette Meek, kanadyjska siatkarka
  - Maria Pietilä-Holmner, szwedzka narciarka alpejska
  - Emilia Szabłowska, polska kick-boxerka
- 1987:
  - Mandy Bujold, kanadyjska bokserka
  - Jax Jones, brytyjski multiinstrumentalista, didżej, producent muzyczny, autor tekstów piosenek
  - Corina Popovici, rumuńska skoczkini do wody
  - Luigi Samele, włoski szablista
  - Michael Welch, amerykański aktor
  - Eran Zahawi, izraelski piłkarz
- 1988:
  - Mailen Auroux, argentyńska tenisistka
  - Dorian Dervite, francuski piłkarz
  - Linsey Godfrey, amerykańska aktorka
  - Helena Havelková, czeska siatkarka
  - Eduardo Herrera, meksykański piłkarz
  - Nikita Konowałow, rosyjski pływak
  - Heather Marks, kanadyjska modelka
  - Ivan Obradović, serbski piłkarz
  - Paulinho, brazylijski piłkarz
  - John Peers, australijski tenisista
  - Jenna Smith, amerykańska koszykarka
  - Anthony Stokes, irlandzki piłkarz
- 1989:
  - Gabrieła Koewa, bułgarska siatkarka
  - Julieta Constanza Lazcano, argentyńska siatkarka
  - Magdalena Ogrodnik, polska lekkoatletka, skoczkini wzwyż
  - Daynara de Paula, brazylijska pływaczka
  - César Ramos, brazylijski kierowca wyścigowy
  - Brad Wanamaker, amerykański koszykarz
  - Marija Wołoszczenko, ukraińska skoczkini na trampolinie
- 1990:
  - Carlos Carbonero, kolumbijski piłkarz
  - Alexianne Castel, francuska pływaczka
  - Wakaso Mubarak, ghański piłkarz
  - Pokáč, czeski piosenkarz, autor tekstów
  - Raúl Ruidíaz, peruwiański piłkarz
  - Marvin Sonsona, filipiński bokser
  - Stefan Strandberg, norweski piłkarz
  - Krzysztof Szczecina, polski piłkarz ręczny, bramkarz
  - Krzysztof Truskolaski, polski polityk, poseł na Sejm RP
- 1991:
  - Barbara Bluesberry, polska piosenkarka, kompozytorka
  - Regino Hernández, hiszpański snowboardzista
  - Amanda Kurtović, norweska piłkarka ręczna pochodzenia chorwackiego
  - Miyu Nagaoka, japońska siatkarka
  - Laura Schwensen, niemiecka wioślarka
- 1992:
  - Laurent Dubreuil, kanadyjski łyżwiarz szybki
  - Markus Henriksen, norweski piłkarz
  - Johan Larsson, szwedzki hokeista
  - Hamza Mathlouthi, tunezyjski piłkarz
  - Duda Sanadze, gruziński koszykarz
  - Alex Schlopy, amerykański narciarz dowolny
- 1993:
  - Zulfija Czinszanło, kazachska sztangistka
  - Rəhman Hacıyev, azerski piłkarz
  - Wasilij Wietkin, rosyjski bokser
- 1994:
  - Bartosz Bednorz, polski siatkarz
  - Bianka Buša, serbska siatkarka
  - Jokūbas Gintvainis, litewski koszykarz
  - Jordan Lukaku, belgijski piłkarz pochodzenia kongijskiego
  - Wojciech Prymlewicz, polski piłkarz ręczny
  - Natalija Stevanović, serbska tenisistka
  - Andriej Wasilewski, rosyjski hokeista, bramkarz
- 1995:
  - Elton Acolatse, holenderski piłkarz pochodzenia ghańskiego
  - Rubén Blanco, hiszpański piłkarz, bramkarz
  - Luís Miquissone, mozambicki piłkarz
  - Maria Sakari, grecka tenisistka
- 1996:
  - Filippo Ganna, włoski kolarz torowy i szosowy
  - Mohammadreza Garaji, irański zapaśnik
- 1997 – Mirzoamin Safarov, tadżycki zapaśnik
- 1998:
  - Harrison Newey, brytyjski kierowca wyścigowy
  - Aleksander Załucki, polski koszykarz
- 2000:
  - Shakira Austin, amerykańska koszykarka
  - Beyza Saraçoğlu, turecka pięściarka
  - Gus Schumacher, amerykański biegacz narciarski
  - Ellie Soutter, brytyjska snowboardzistka (zm. 2018)
- 2001 – Ngero Katua, namibijski piłkarz
- 2002:
  - Ezequiel Fernández, argentyński piłkarz
  - Adam Hložek, czeski piłkarz
  - Nihat Məmmədli, azerski zapaśnik
  - Alperen Şengün, turecki koszykarz
  - Szymon Szmit, polski koszykarz
  - Yang Binyu, chińska łyżwiarka szybka, specjalistka short tracku
- 2003 – Mastoura Soudani, algierska zapaśniczka
- 2005 – Anderson Villacorta, peruwiański piłkarz
- 2007 – Bartosz Łazarski, polski koszykarz

## Zmarli
- 306 – Konstancjusz I Chlorus, cesarz rzymski (ur. 250)
- 408 – Święta Olimpia, mniszka, diakonisa (ur. 366)
- 1011 – Ichijō, cesarz Japonii (ur. 980)
- 1182 – Maria, hrabina Boulogne (ur. ok. 1136)
- 1275 – Ferdynand de la Cerda, infant kastylijski, następca tronu (ur. 1255)
- 1368 – Guy de Chauliac, francuski chirurg (ur. ok. 1300)
- 1373 – Magnus II, książę Brunszwiku i Lüneburga (ur. ?)
- 1409 – Marcin I Młodszy, król Sycylii (ur. ok. 1374)
- 1427 – Trojden II, książę płocki, rawski, gostyniński, sochaczewski i bełski (razem z braćmi) (ur. 1403–06)
- 1471:
  - Jan Soreth, francuski karmelita, błogosławiony (ur. 1394)
  - Tomasz z Kempis, niemiecki zakonnik, teolog, mistyk (ur. ok. 1380)
- 1472 – Gaston IV de Foix-Grailly, hrabia Foix (ur. 1422)
- 1492 – Innocenty VIII, papież (ur. 1432)
- 1519 – Franciszek Cybo, książę Spoleto (ur. 1450)
- 1539 – Lorenzo Campeggio, włoski kardynał (ur. 1474)
- 1564 – Ferdynand I Habsburg, cesarz rzymsko-niemiecki, król Czech i Węgier (ur. 1503)
- 1572 – Izaak Luria, rabin, kabalista (ur. 1534)
- 1583:
  - Rudolf Acquaviva, włoski jezuita, misjonarz, męczennik, błogosławiony (ur. 1550)
  - Alfons Pacheco, hiszpański jezuita, misjonarz, męczennik, błogosławiony (ur. 1551)
- 1603 – Santi di Tito, włoski malarz, architekt (ur. 1536)
- 1609 – Bartłomiej Keckermann, gdański filozof, historyk, teolog kalwiński, pedagog (ur. 1572)
- 1616 – Andreas Libavius, niemiecki filozof, lekarz, alchemik (ur. ok. 1540)
- 1644 – Aleksander Trzebiński, polski duchowny katolicki, biskup przemyski, referendarz wielki koronny, podkanclerzy koronny (ur. ?)
- 1646 – Maria Katarzyna Farnese, księżniczka Parmy, księżna Modeny i Reggio (ur. 1615)
- 1652 – Bonaventura Peeters, flamandzki malarz (ur. 1614)
- 1675 – Nicolas Saboly, francuski duchowny katolicki, kompozytor, organista, poeta (ur. 1614)
- 1679 – Zbigniew Ossoliński, polski szlachcic, polityk (ur. ?)
- 1694 – Moronobu Hishikawa, japoński malarz (ur. 1618)
- 1696 – Clamor Heinrich Abel, niemiecki organista, skrzypek, kompozytor (ur. 1634)
- 1710 – Gottfried Kirch, niemiecki astronom (ur. 1639)
- 1719 – Johann Wenzel von Gallas, austriacki hrabia, dyplomata (ur. 1669)
- 1736 – Jean-Baptiste Pater, francuski malarz (ur. 1695)
- 1738 – Michael Wenzel Młodszy von Althann, austriacki arystokrata, dyplomata (ur. 1668)
- 1752 – Antoni Lucci, włoski franciszkanin, biskup, błogosławiony (ur. 1681)
- 1759 – Johann Christoph Altnikol, niemiecki kompozytor, organista (ur. 1720)
- 1787 – Arthur Devis, brytyjski malarz (ur. 1712)
- 1790:
  - Johannes Bernhard Basedow, niemiecki teolog, pedagog (ur. 1724)
  - William Livingston, amerykański wojskowy, przedsiębiorca, polityk (ur. 1723)
- 1794:
  - André de Chénier, francuski poeta (ur. 1762)
  - Friedrich von der Trenck, pruski arystokrata, wojskowy, pisarz (ur. 1726)
- 1817 – Jerzy Czarny, serbski polityk, przywódca serbskiego powstania narodowego, założyciel dynastii Karadziordziewiciów (ur. 1768)
- 1822 – Ignác Cornova, czeski jezuita, historyk, poeta, pedagog, wolnomularz (ur. 1740)
- 1826 – Paweł Pestel, rosyjski pułkownik, dekabrysta (ur. 1793)
- 1831:
  - Maria Szymanowska, pianistka i kompozytorka, teściowa Adama Mickiewicza (ur. 1789)
  - Aleksander Błędowski, polski generał, uczestnik kampanii moskiewskiej 1812 roku i powstania listopadowego (ur. 1788)
- 1834 – Samuel Taylor Coleridge, brytyjski poeta (ur. 1772)
- 1836 – Armand Carrel, francuski dziennikarz, polityk (ur. 1800)
- 1842 – Dominique-Jean Larrey, francuski chirurg (ur. 1766)
- 1846:
  - Ludwik Bonaparte, król Holandii (ur. 1778)
  - Giuseppe Zamboni, włoski duchowny katolicki, fizyk (ur. 1776)
- 1854 – Karol Brzostowski, polski ziemianin, reformator społeczny na rzecz uprzemysłowienia gospodarstwa wiejskiego (ur. 1796)
- 1861 – Jonas Furrer, szwajcarski polityk, prezydent Szwajcarii (ur. 1805)
- 1874 – Charles Asselineau, francuski pisarz, dziennikarz (ur. 1820)
- 1881 – Nathan Clifford, amerykański polityk (ur. 1803)
- 1883 – Jens Adolf Jerichau, duński rzeźbiarz (ur. 1816)
- 1885 – Lorenzo Nina, włoski kardynał (ur. 1812)
- 1887 – John Taylor, amerykański pionier i prezydent Kościoła Jezusa Chrystusa Świętych w Dniach Ostatnich (ur. 1808)
- 1897 – William Henry Conley, amerykański przemysłowiec, filantrop (ur. 1840)
- 1899 – Nikolaus Riggenbach, szwajcarski inżynier, wynalazca (ur. 1817)
- 1903:
  - John Michael Clancy, amerykański polityk (ur. 1837)
  - Prosper Henry, francuski astronom (ur. 1849)
- 1905:
  - Thomas Spencer, brytyjski przedsiębiorca (ur. 1852)
  - James Morrow Walsh, kanadyjski żołnierz, policjant, administrator (ur. 1840)
- 1911:
  - Jānis Poruks, łotewski prozaik, poeta (ur. 1871)
  - Maria Salles, hiszpańska zakonnica, święta (ur. 1848)
- 1913 – Stanisław Mendelson, polski działacz ruchu robotniczego, polityk, publicysta pochodzenia żydowskiego (ur. 1857)
- 1914 – Jelizawieta Böhm, rosyjska malarka, projektantka kartek pocztowych (ur. 1843)
- 1917:
  - Władysław Paliński, polski aktor, reżyser (ur. 1869)
  - Heinrich Zugmayer, austriacki geolog, paleontolog (ur. 1841)
- 1918 – Maria Amelia Ostaszewska, polska szlachcianka, działaczka społeczna (ur. 1851)
- 1919 – Stanisław Małagowski, polski porucznik (ur. 1893)
- 1922 – Jarosław Zieliński, polsko-amerykański pianista, kompozytor, krytyk muzyczny, pedagog (ur. 1844)
- 1927 – János Csernoch, węgierski duchowny katolicki, arcybiskup metropolita ostrzyhomski, prymas Węgier, kardynał (ur. 1852)
- 1928:
  - Moina Mathers, francuska artystka, okultystka pochodzenia żydowskiego (ur. 1865)
  - Jane Sutherland, australijska malarka, pedagog (ur. 1853)
- 1930 – Albert Canet, francuski tenisista (ur. 1878)
- 1931 – Dariusz Acosta Zurita, meksykański duchowny katolicki, męczennik, błogosławiony (ur. 1908)
- 1932 – Alberto Santos-Dumont, brazylijski pionier lotnictwa (ur. 1873)
- 1933 – Stanisław Berent, polski działacz robotniczy, samorządowiec, polityk (ur. 1888)
- 1934:
  - François Coty, francuski producent perfum (ur. 1874)
  - Engelbert Dollfuß, austriacki polityk, kanclerz Austrii (ur. 1892)
- 1936:
  - Józef Ryszard Diez, hiszpański zakonnik, męczennik, błogosławiony (ur. 1909)
  - Leon Inchausti, hiszpański zakonnik, męczennik, błogosławiony (ur. 1859)
  - Julian Moreno, hiszpański zakonnik, męczennik, błogosławiony (ur. 1871)
  - Deogracias Palacios, hiszpański zakonnik, męczennik, błogosławiony (ur. 1901)
  - Józef Rada, hiszpański zakonnik, męczennik, błogosławiony (ur. 1861)
  - Heinrich Rickert, niemiecki filozof (ur. 1863)
- 1939 – Edward von Ropp, polski duchowny katolicki pochodzenia niemiecko-bałtyckiego, biskup tyraspolski i wileński, arcybiskup mohylewski (ur. 1851)
- 1940 – Adam Gerstmann, polski duchowny katolicki, teolog, wykładowca akademicki (ur. 1873)
- 1941:
  - Aleksiej Antonienko, radziecki pilot wojskowy, as myśliwski (ur. 1911)
  - Czesław Golak, polski kleryk katolicki, męczennik, Sługa Boży (ur. 1919)
  - Mieczysława Kowalska, polska klaryska kapucynka, męczennica, błogosławiona (ur. 1902)
  - Stefan Bolesław Perzyński, polski adwokat, polityk, senator RP (ur. 1881)
- 1942 – Frederick Engelhardt, amerykański lekkoatleta, skoczek w dal i trójskoczek (ur. 1879)
- 1944:
  - Gino Pistoni, włoski Sługa Boży (ur. 1924)
  - Frans Tempel, holenderski piłkarz, bramkarz (ur. 1898)
- 1945:
  - Henryk Bobkowski, polski generał brygady (ur. 1879)
  - Stanisłau Hrynkiewicz, białoruski niepodległościowy działacz i pisarz polityczny, lekarz (ur. 1902)
  - Karol Krauss, polski generał brygady (ur. 1871)
  - Albert Tyler, amerykański lekkoatleta, tyczkarz (ur. 1872)
- 1946:
  - Narziß Ach, niemiecki psycholog, filozof, lekarz, wykładowca akademicki (ur. 1871)
  - Bronisław Antilewski, radziecki pilot wojskowy, kolaborant pochodzenia polskiego (ur. 1916)
- 1947 – Kathleen Scott, brytyjska rzeźbiarka (ur. 1878)
- 1949:
  - Édouard Barthe, francuski polityk (ur. 1882)
  - Maksymilian Hartlik, polski lekkoatleta, długodystansowiec (ur. 1910)
  - Petr Křička, czeski poeta, prozaik, tłumacz (ur. 1884)
  - Ernest Thomas Morrow, kanadyjski pilot wojskowy, as myśliwski (ur. 1897)
- 1950:
  - Olle Ericsson, szwedzki strzelec sportowy (ur. 1890)
  - Elisabeth Langgässer, niemiecka nauczycielka, pisarka (ur. 1899)
  - Jan Edmund Reszke, polski muzyk, kompozytor (ur. 1909)
- 1952:
  - Knut Gyllenberg, szwedzki astronom (ur. 1886)
  - Jan Żniniewicz, polski balneolog (ur. 1872)
- 1953 – Bobby Baird, brytyjski kierowca wyścigowy (ur. 1912)
- 1955:
  - Izaak Dunajewski, rosyjski kompozytor, dyrygent pochodzenia żydowskiego (ur. 1900)
  - Ilmari Hannikainen, fiński pianista, kompozytor (ur. 1892)
- 1956 – Franz Xaver Seppelt, niemiecki duchowny katolicki, historyk, wykładowca akademicki (ur. 1883)
- 1957:
  - Arthur Kather, niemiecki duchowny katolicki, wikariusz kapitulny diecezji warmińskiej (ur. 1883)
  - Bolesław Olszewski, polski farmaceuta, wykładowca akademicki (ur. 1889)
  - Izabella Polakiewicz, polska malarka (ur. 1896)
- 1958:
  - Harry Warner, amerykański przedsiębiorca, współzałożyciel wytwórni filmowej Warner Bros. (ur. 1881)
  - Andriej Zacharow, radziecki polityk (ur. 1896)
- 1959:
  - Max Hartlieb, niemiecki generał porucznik wojsk pancernych (ur. 1883)
  - Mutara III, król Rwandy (ur. 1911)
- 1960:
  - Désiré Defauw, amerykański dyrygent, skrzypek pochodzenia belgijskiego (ur. 1885)
  - Wanda Kossakowa, polska pianistka, pedagog (ur. 1879)
- 1961:
  - Charlotta Ludorf, mazurska pieśniarka ludowa (ur. 1866)
  - Witold Skalski, polski prawnik, wykładowca akademicki, publicysta (ur. 1879)
- 1962 – Ferenc Orós, węgierski patolog, wykładowca akademicki (ur. 1879)
- 1963:
  - Ugo Cerletti, włoski neurolog, psychiatra (ur. 1877)
  - Marian Morelowski, polski historyk sztuki, romanista, wykładowca akademicki (ur. 1884)
  - Gösta Stoltz, szwedzki szachista (ur. 1904)
  - Miklós Szontagh (junior), węgierski lekarz, taternik, działacz turystyczny (ur. 1882)
- 1964 – Cornel Medrea, rumuński rzeźbiarz, pedagog (ur. 1888)
- 1966 – Frank O’Hara, amerykański poeta (ur. 1926)
- 1967 – Josef-Leon Cardijn, belgijski kardynał (ur. 1882)
- 1968 – Adiel Paananen, fiński biegacz narciarski (ur. 1897)
- 1969:
  - Otto Dix, niemiecki malarz (ur. 1891)
  - Czesław Falkowski, polski duchowny katolicki, biskup łomżyński (ur. 1887)
- 1970:
  - Maria Gella, polska aktorka (ur. 1890)
  - Carl Martin Norberg, szwedzki gimnastyk (ur. 1889)
- 1971 – Władysław Daszewski, polski scenograf, grafik, malarz (ur. 1902)
- 1973 – Louis St. Laurent, kanadyjski polityk, premier Kanady (ur. 1882)
- 1974 – Eugeniusz Geblewicz, polski psycholog, prakseolog, wykładowca akademicki (ur. 1904)
- 1975:
  - Eugen Fink, niemiecki filozof, wykładowca akademicki (ur. 1905)
  - Władysław Menka, polski bokser (ur. 1902)
- 1976:
  - Kazimierz Araszewicz, polski żużlowiec (ur. 1955)
  - Juan Enrique Hayes, argentyński piłkarz (ur. 1891)
  - Wenceslao Pedernera, argentyński rolnik, męczennik, błogosławiony (ur. 1936)
- 1977:
  - Battling Battalino, amerykański bokser pochodzenia włoskiego (ur. 1908)
  - Józefa Budzyn-Nowakowa, polska malarka, rzeźbiarka (ur. 1905)
  - Louis Fieser, amerykański chemik, wykładowca akademicki (ur. 1899)
  - Aleksander Narbutt-Łuczyński, polski generał brygady (ur. 1890)
- 1980:
  - Juliane Plambeck, niemiecka terrorystka (ur. 1952)
  - Władimir Wysocki, rosyjski bard, poeta, pieśniarz, aktor (ur. 1938)
- 1981:
  - Teofil Czajkowski, polski inżynier, wykładowca akademicki (ur. 1905)
  - Josef Goldschmidt, izraelski polityk (ur. 1907)
- 1984:
  - Paul Dätwyler, szwajcarski zapaśnik (ur. 1914)
  - Akihiko Hirata, japoński aktor (ur. 1927)
  - Uładzimir Karatkiewicz, białoruski prozaik, poeta, dramaturg, scenarzysta, tłumacz (ur. 1930)
  - Renato Perona, włoski kolarz torowy (ur. 1927)
  - George Renwick, brytyjski lekkoatleta, sprinter (ur. 1901)
  - Big Mama Thornton, amerykańska wokalistka bluesowa (ur. 1926)
- 1985 – Czesław Sobieraj, polski kajakarz (ur. 1914)
- 1986:
  - Ted Lyons, amerykański baseballista (ur. 1900)
  - Vincente Minnelli, amerykański reżyser filmowy i teatralny pochodzenia włosko-kanadyjskiego (ur. 1903)
  - Fryderyk Zoll, polski major, inżynier (ur. 1899)
- 1987:
  - Malcolm Baldrige, amerykański polityk (ur. 1922)
  - Gleb (Smirnow), rosyjski biskup prawosławny (ur. 1913)
- 1988:
  - Judith Barsi, amerykańska aktorka dziecięca (ur. 1978)
  - Charles Stark Draper, amerykański fizyk, wynalazca (ur. 1901)
  - Anton Krásnohorský, czechosłowacki piłkarz (ur. 1925)
- 1989:
  - Max Frauendorfer, niemiecki polityk (ur. 1909)
  - Józef Kochan, polski szachista, sędzia i działacz szachowy (ur. 1923)
  - Kullervo Leskinen, fiński strzelec sportowy (ur. 1908)
- 1990:
  - Lucas Katsusaburo Arai, japoński duchowny katolicki, biskup Jokohamy (ur. 1904)
  - Charles Kelly, amerykański kompozytor (ur. 1937)
  - Alfredo Pián, argentyński kierowca wyścigowy (ur. 1912)
  - Kuzman Sotirović, jugosłowiański piłkarz (ur. 1908)
- 1991:
  - Hans Galinsky, niemiecki anglista, amerykanista, wykładowca akademicki (ur. 1909)
  - Łazar Kaganowicz, radziecki polityk pochodzenia żydowskiego (ur. 1893)
- 1992:
  - Konrad Naumann, wschodnioniemiecki polityk (ur. 1928)
  - Pola Nireńska, polska tancerka, choreografka pochodzenia żydowskiego (ur. 1910)
  - Roman Owsiak, polski działacz partyjny i państwowy (ur. 1936)
- 1993:
  - Nan Grey, amerykańska aktorka (ur. 1918)
  - Wiesław Machan, polski kompozytor, dyrygent, pianista (ur. 1909)
- 1994 – Monta Kroma, łotewska pisarka (ur. 1919)
- 1995:
  - Sadik Achmet, grecki polityk pochodzenia tureckiego (ur. 1947)
  - Eleanore Griffin, amerykańska scenarzystka filmowa (ur. 1904)
  - Artur Leinwand, polski pułkownik, historyk (ur. 1923)
  - Osvaldo Pedro Pugliese, argentyński muzyk tanga argentyńskiego (ur. 1905)
  - Charlie Rich, amerykański piosenkarz country (ur. 1932)
- 1996 – Olga Bielska, polska aktorka (ur. 1922)
- 1997:
  - Natalla Arsienniewa, białoruska poetka, dramaturg, tłumaczka, emigracyjna działaczka kulturalno-oświatowa (ur. 1903)
  - Ben Hogan, amerykański golfista (ur. 1912)
- 1999:
  - Helena Wanda Błażusiak-Pawlik, polska łączniczka, sanitariuszka, żołnierka Armii Krajowej (ur. 1926)
  - Pentti Lammio, fiński łyżwiarz szybki (ur. 1919)
- 2000 – Kazimierz Flatau, polski klawesynista, astrolog, tłumacz, krytyk muzyczny (ur. 1910)
- 2002 – Johannes Joachim Degenhardt, niemiecki duchowny katolicki, arcybiskup Paderborn, kardynał (ur. 1926)
- 2003:
  - Jiří Horák, czeski politolog, wykładowca akademicki, wydawca, działacz emigracyjny, polityk (ur. 1924)
  - John Schlesinger, brytyjski reżyser filmowy (ur. 1926)
  - Grażyna Świtała, polska piosenkarka, kompozytorka, działaczka społeczna (ur. 1954)
- 2004 – Leszek Mech, polski scenarzysta filmów animowanych, poeta, dziennikarz (ur. 1933)
- 2005:
  - Edward Crook, amerykański bokser (ur. 1929)
  - Albert Mangelsdorff, niemiecki puzonista jazzowy (ur. 1928)
- 2006 – Janka Bryl, białoruski wojskowy, pisarz, tłumacz (ur. 1917)
- 2007:
  - Bernd Jakubowski, niemiecki piłkarz, bramkarz (ur. 1952)
  - Jesse Marunde, amerykański strongman (ur. 1979)
- 2008 – Randy Pausch, amerykański informatyk (ur. 1960)
- 2009:
  - Vernon Forrest, amerykański bokser (ur. 1971)
  - Zequinha, brazylijski piłkarz (ur. 1934)
- 2010:
  - Vasco de Almeida e Costa, portugalski wojskowy, polityk, p.o. premiera Portugalii (ur. 1932)
  - Kamel al-Asaad, libański polityk (ur. 1932)
  - Józef Gajewski, polski polityk, samorządowiec, prezydent Suwałk (ur. 1948)
- 2011:
  - Luciano Ciancola, włoski kolarz szosowy (ur. 1929)
  - Jacques Fatton, szwajcarski piłkarz (ur. 1925)
  - Michalis Kakojanis, grecki reżyser filmowy (ur. 1922)
  - Anton Moeliono, indonezyjski językoznawca, wykładowca akademicki (ur. 1929)
  - Jeret Peterson, amerykański narciarz dowolny (ur. 1981)
- 2012 – Mieczysław Piprek, polski architekt (ur. 1918)
- 2013:
  - Muhammad Brahmi, tunezyjski polityk (ur. 1955)
  - Walter De Maria, amerykański rzeźbiarz (ur. 1935)
  - Hubert Gralka, polski lekkoatleta, płotkarz i sprinter (ur. 1922)
  - Barnaby Jack, nowozelandzki haker, programista (ur. 1977)
  - Bernadette Lafont, francuska aktorka (ur. 1938)
  - Arun Nehru, indyjski polityk (ur. 1944)
- 2014:
  - Janusz Beksiak, polski ekonomista, wykładowca akademicki (ur. 1929)
  - Carlo Bergonzi, włoski śpiewak operowy (tenor) (ur. 1924)
- 2015:
  - Aleksander Ostrowski, polski narciarz, skialpinista, ratownik górski (ur. 1988)
  - Marek Tomasz Zahajkiewicz, polski duchowny katolicki, teolog, historyk Kościoła (ur. 1934)
- 2016:
  - Jerzy Bahr, polski dyplomata, urzędnik państwowy, szef BBN (ur. 1944)
  - Bülent Eken, turecki piłkarz (ur. 1923)
  - Halil İnalcık, turecki pisarz, historyk (ur. 1916)
  - Dwight Jones, amerykański koszykarz (ur. 1952)
  - Tim LaHaye, amerykański ewangelista, pisarz, mówca (ur. 1926)
- 2017:
  - Marian Konieczny, polski rzeźbiarz, polityk, poseł na Sejm PRL (ur. 1930)
  - Barbara Sinatra, amerykańska modelka, tancerka, działaczka charytatywna (ur. 1927)
  - Geoffrey Gurrumul Yunupingu, australijski muzyk, piosenkarz (ur. 1971)
  - Jean Zévaco, francuski duchowny katolicki posługujący na Madagaskarze, biskup Tôlagnaro (ur. 1925)
- 2018:
  - Wachtang Balawadze, gruziński zapaśnik (ur. 1927)
  - Sergio Marchionne, włoski przedsiębiorca (ur. 1952)
  - Stanisław Oleksiak, polski podpułkownik AK, działacz kombatancki (ur. 1924)
  - Ellie Soutter, brytyjska snowboardzistka (ur. 2000)
  - Líber Vespa, urugwajski piłkarz (ur. 1971)
- 2019:
  - Jorma Kinnunen, fiński lekkoatleta, oszczepnik (ur. 1941)
  - Óscar Enrique Sánchez, gwatemalski piłkarz, trener (ur. 1955)
  - Al-Badżi Ka’id as-Sibsi, tunezyjski prawnik, dyplomata, polityk, premier i prezydent Tunezji (ur. 1926)
- 2020:
  - Peter Green, brytyjski gitarzysta, członek zespołu Fleetwood Mac (ur. 1946)
  - Bernard Ładysz, polski śpiewak operowy (bas-baryton), aktor, podpułkownik AK (ur. 1922)
  - John Saxon, amerykański aktor (ur. 1936)
- 2021:
  - Róża Biernacka, polska historyk sztuki (ur. 1934)
  - Irena Horban, polska nauczycielka, działaczka społeczna i samorządowa (ur. 1926)
  - Otelo Saraiva de Carvalho, portugalski generał, polityk (ur. 1936)
- 2022:
  - Uri Orlew, izraelski pisarz, tłumacz (ur. 1931)
  - Marit Paulsen, szwedzka dziennikarka, pisarka, polityk, eurodeputowana (ur. 1939)
  - Hartmut Perschau, niemiecki wojskowy, samorządowiec, polityk, minister, eurodeputowany (ur. 1942)
  - Yōko Shimada, japońska aktorka (ur. 1953)
  - Paul Sorvino, amerykański aktor (ur. 1939)
  - David Trimble, północnoirlandzki prawnik, polityk, laureat Pokojowej Nagrody Nobla (ur. 1944)
- 2023:
  - Bo Goldman, amerykański scenarzysta filmowy i teatralny (ur. 1932)
  - Lâm Quang Mỹ, wietnamski fizyk, poeta, tłumacz (ur. 1944)
  - Leszek Pogan, polski polityk, samorządowiec, prezydent Opola, wojewoda opolski (ur. 1953)
- 2024:
  - Inés Ayala Sender, hiszpańska filolog, polityk, eurodeputowana (ur. 1957)
  - Zbigniew Jerzy Bukowski, polski archeolog (ur. 1931)
  - Zbigniew Heidrich, polski inżynier środowiska, profesor nauk technicznych (ur. 1939)
  - Benjamin Luxon, brytyjski śpiewak operowy (baryton) (ur. 1937)
  - Romana Szyszko-Budycka, polska aktorka (ur. 1928)
- 2025:
  - Herbert Pankau, niemiecki piłkarz (ur. 1941)
  - Dwight Muhammad Qawi, amerykański bokser (ur. 1953)